# Jonny spielt auf
Jonny spielt auf (Jonny vyhrává nebo Jonny hraje do kola, angl. Jonny Plays) je název opery na text a hudbu českorakouského skladatele Ernsta Křenka o jazzovém houslistovi. Dílo je napsané v němčině a je typickým příkladem kulturního projevu tzv. 'zlaté éry' Výmarské republiky.

## Inspirační zdroje
Ještě jako kluk dostal Krenek na Vánoce obrázkovou knihu o největších technologických divech s vyobrazením obří lokomotivy, která vedla vlaky na jedné z velkých amerických železnic. Objevy techniky a civilizačního rozvoje jej velmi zajímaly. Mrakodrapy, filmový průmysl, auta, vlaky, telefon, to všechno byly znaky nové doby, která přicházela z Ameriky, a v jeho opeře se objevují. Vlak jako symbol prostředku, kterým se dá uniknout do země svobody. Film, který dal opeře strukturu rychle se střídajících scén. Umístění velké části děje do Paříže má svůj základ v jeho pařížském pobytu v prosinci 1924, kdy poznal svobodomyslnou a uměleckou mentalitu velkoměsta, která na něj velmi zapůsobila. S jazzem se seznámil v Berlíně, kde studoval od roku 1920 Hochschule für Musik a jeho tehdejší známí mu obstarávali notové záznamy i nahrávky. V mnoha městech Evropy měla tehdy turné americká jazzová revue Chocolate Kiddis. Ve Frankfurtu její představení viděl i Krenek. Tato mimořádně úspěšná revue poskytla Evropě první seznámení se zvukem skutečné jazzové kapely a Krenkovi inspirační zdroj pro jeho operu s afroamerickým jazzovým muzikantem.

## Vznik opery
V roce 1925 se Ernst Krenek stal hudebním poradcem generálního intendanta Státních divadel v Kasselu a Wiesbadenu Paula Bekkera. Komponoval scénické hudby, korepetoval se zpěváky, psal stati do programových sešitů a občas dirigoval hudbu za scénou. Osobně tak poznal zákonitosti moderního jeviště. Na podzim téhož roku začal psát libreto k Jonnymu. Jak bylo v té době zvykem, na textu libreta a na jeho zhudebnění pracoval současně, aby mohl obojí v procesu vzniku díla podle potřeby měnit a upravovat. Definitivní tvar dostal text až po dokončení hudební složky. V červnu 1926 partituru dopsal. Projevil o ni ihned zájem ředitel hamburské opery, ale pak dílo odmítl. Díla se ujala opera v Lipsku, která v té době patřila k předním operním domům v Německu. Premiéra se konala 10.2.1927.

## Hudba
Krenkova opera je prototypem umělecké svobody výmarských dvacátých let a velké rozmanitosti uměleckých směrů. Kombinuje jazzovou hudbu s prvky romantismu (v Maxově/Anitině písni připomíná Schuberta) a neoklasicistního stylu Stravinského, pařížské Šestky a Busoniho. Je zde také vliv Pucciniho a nových forem moderních hudebních stylů, které vytvářejí kontrast Starého a Nového světa. "V hudbě k této opeře jsem se vrátil k tonalitě, k pucciniovské kantiléně, a celek jsem okořeníl jazzovými přisadami, k čemuž mě opravňovala Jonnyho profese"...řekl Krenek (Self-Analysis). Namísto idiomů skutečného amerického jazzu vyšel Krenek z toho, jak pojmu jazz rozuměla tehdejší Evropa. Jsou zde rytmické modely tanců typických pro jazz (foxtrot, tango, shimmy), nástroje jako saxofon, banjo, sada bicích včetně gongu, ozvučných dřívek, pístové píšťaly, kastaněty, tamburiny, xylofon, zvonkohra nebo flexaton. Harmonie obsahuje smíšené tercie a septimy, jsou zde synkopy a tečkované osminy a šestnáctiny, hrané přesně podle notového zápisu. Nikoli tedy jako v autentickém jazzu, kde jsou nástupy o zlomek vteřiny před dobou nebo po ní.

## Charakteristika hlavních postav
Jonny je afroamerický jazzový všestranný muzikant, prototyp bezstarostného nespoutaného umělce Nového světa. Jeho hudební charakterizace je založena na tanečních a jazzových idiomech, které prolínají celou operou a reprezentují Jonnyho rasu a národnost. Jeho sólo ve 3. scéně Auf Wiedersehen, Good bye, my dear je jednoduchá melodie v e-moll s doprovodem banja, která napodobuje mistrelské písně. Krenek přímo cituje z populární mistrelské písně Stephena Collinse Fostera. Zazní nejprve v 6. scéně jako Triumphlied, když se Jonny chlubí ukradenými houslemi, a pak na začátku 8. scény, když Jonny zpívá o svém domově v Alabamě a o Swanee River. Zde je citace Fosterovy melodie doslovná. Nejdůležitějším hudebním číslem spojeným s Jonnym je ve 3. scéně píseň, ve které se Jonny loučí se svou láskou Yvonnou. Je to bluesová melodie "Leb wohl, mein Schatz", založená na sestupném kvartovém motivu. Stala se i hitem o stejné popularitě jako songy (písně) broadwayských a westendských muzikálů. Stejný kvartový motiv se objevuje na samém začátku opery v 1. obraze, který na scénu uvádí ledovec. V mnoha variacích pak prochází celým dílem až do velkolepého finále.
Skladatel Max je ústřední postavou celého díla. Je to reprezentant romantického až sentimentálního rozervaného umělce Starého světa, který prožívá tvůrči krizi a hledá útočiště v liduprázdné samotě, na ledovci. Hlas ledovce – velmi sugestivní zpěv ženského sboru za doprovodu celesty – jej však odmítá a nařizuje mu vrátit se do světa živých. Maxovým definitivním vykoupením je Anitin zpěv jeho árie "Als ich damals am Strand des Meeres stand", který se rozléhá z rozhlasového přijímače v hotelu až k ledovci. Hudebně i slovně plně vyjadřuje Maxův charakter. Když se Anita ve 3. scéně vrací v Paříži z úspěšného představení, přímo cituje z této písně i když harmonicky pozměněně a rytmicky zpomaleně. Osobní splynutí Maxe s ledovcem vyjadřují oba motivy ledovce. Prvním jsou úvodní akordy opery, druhým následující melodie, kterou hrají flétna, klarinet a fagot, a pak ji opakuje hoboj. Tato melodie se objevuje na různých místech opery ve spojení s Maxem. Poprvé hned ve druhé frázi jeho vstupního zpěvu "Deinen Gletscher sendest du mir entgegen". Spojení obou motivů je nejzřetelnější v 7. scéně, když hlas ledovce nařizuje Maxovi žít.
Anita je odvážnou moderní ženou 20. let dvacátého století. Možná je to ale jen lehkomyslná, obdivem zhýčkaná operní diva. Nicméně i ona, stejně jako Max, hledá své "já". Její árie zaznívá již ve 2. scéně, kdy ji zpívá za Maxova klavírního doprovodu. Po opětovném shledání s Maxem v Alpách zpívá dvě ariety, které dokládají, že ona sama sebe v Paříži našla a svou nalezenou "Weisheit" předává Maxovi. Obě ariety "Weil du den Sinn deines Lebens auser dir suchst" a "In jedem Augenblick du selbst sein" představují totéž klíčové poselství o úsilí i významu dosáhnout sebeuvědomění a nalézt své "já". Obě ariety hudebně navazují na pozdně romantický styl typu Strausova Růžového kavalíra.
V závěru opery zpívají všechny postavy melodii Triumphlied, která nenechá nikoho na pochybách, že je to Jonnyho verze svobody, která vítězí a kterou společnost přijala za svou. Dominace Jonnyho jazzu odráží měnící se evropskou společnost mezi světovými válkami.

## Role
| Role                              | Hlas    | Premiéra 10. února 1927 (Dirigent: Gustav Brecher) |
| --------------------------------- | ------- | -------------------------------------------------- |
| Anita, operní zpěvačka            | soprán  | Fanny Cleve                                        |
| Max, skladatel                    | tenor   | Paul Beinert                                       |
| Daniello, houslový virtuos        | baryton | Theodor Horand                                     |
| Jonny, černošský jazzový muzikant | baryton | Max Spilcker                                       |
| Yvonne, hotelová pokojská         | soprán  | Claire Schulthess                                  |
| Ředitel hotelu                    | tenor   |                                                    |
| Železničář                        | tenor   |                                                    |
| Umělecký manažer                  | tenor   |                                                    |
| První policista                   | tenor   |                                                    |
| Druhý policista                   | baryton |                                                    |
| Třetí policista                   | bas     |                                                    |

## Děj opery

### 1. DÍL
1. scéna
Skalní plošina na ledovci
Ledovec má pro skladatele Maxe neodolatelnou přitažlivost. Je v tvůrčí krizi a na ledovci, který je pro něj symbolem opravdového života, hledá odpovědi na své otázky. Jednou zde potká operní zpěvačku Anitu, která bydlí v nedalekém hotelu a na procházce zabloudila. Anitu ledovec děsí a prosí Maxe, aby ji dovedl zpátky do hotelu. Poznává v Maxovi slavného skladatele, v jehož jedné opeře zpívala titulní roli. Oba se do sebe záhy zamilují.
2. scéna
Anitin pokoj
Anita vytýká Maxovi, že bere věci moc vážně. Max jí daruje rukopis své opery a zároveň se jí snaží rozmluvit odjezd do Paříže. A to přesto, že tam má Anita zpívat v jeho opeře. Aby ho přivedla na jiné myšlenky, řekne Anita, že si chce zopakovat árii z 2. dějství, a požádá Maxe, aby ji doprovodil na klavír. Vejde Anitin manažer, který chce zpěvačku odvézt autem na nádraží. Max zoufale naléhá na Anitu, aby neodjížděla. Anita má pocit, že ji Maxova láska začíná dusit. Nakonec se milenci rozloučí a Anita odchází.
3. scéna
Hotel v Paříži. V hale hraje neviditelný jazzband.
Pokojská Yvonne uklízí pokoj Daniella, slavného houslového virtuosa. Chvílemi vyjde na chodbu, poslouchá jazzband a vzpomíná na svého Jonnyho, Afroameričana a skvělého jazzového muzikanta, angažovaného také v hotelu. Jonny přichází a oba si znovu vyznávají lásku. Jonny přitom ale pokukuje po Daniellově pokoji, lákají ho jeho vzácné housle Amati. Daniello se vrací z koncertu v zajetí davu fanynek. Je si dobře vědom, že jeho umění stejně jako jeho vzhled jsou neodolatelné. I pokojská Yvonne propadá jeho šarmu. Jonny sice žárlí, ale to mu nebrání, aby se nepokusil dostat do Daniellova pokoje. Marně, je zamčeno. Mezitím se vrací z vystoupení i Anita. Měla velký úspěch, ale myšlenkami je jen u Maxe. Posílá mu telegram, že se příští den vrací domů. Záletného Jonnyho okamžitě krása Anity zaujme a ta málem jeho nezkrotné žádostivosti podlehne. Oba dva pozoruje Yvonne, pobouřená zradou svého milence. Vtom vstoupí Daniello, Jonnyho přiměje k odchodu podstrčením tisícifrankové bankovky a Anitu pozve do restaurace. Yvonne vyčítá Jonnymu jeho chování a oba se rozhodnou rozejít. Mezitím se Daniello a Anita vracejí a Daniello je stále víc Anitou okouzlen. Oba nakonec vejdou do Anitina pokoje. Z prázdného Daniellova pokoje Jonny ukradne housle a schová je do pouzdra Anitina banja.
4. scéna
Příštího rána se Anita chystá odjet. Daniello nechápe, jak jej může Anita po společně strávené noci opustit. Anita Daniellovi řekne, že její srdce patří jednomu skladateli, a věnuje mu na památku svůj prsten. Daniello jí chce naposledy zahrát na své housle a zjistí, že zmizely. Volá ředitele hotelu, ten obviňuje z nepozornosti Yvonnu a na hodinu ji propustí. Anita ji vzápětí přijme za svou komornou. Daniello se rozhodne Anitě pomstít. Předá Yvonně Anitin prsten s tím, aby ho odevzdala příteli zpěvačky. Prý se jedná o sázku. Jonny dá řediteli výpověď, protože musí tajně následovat Anitu a její pouzdro s Daniellovými houslemi. Přichází Anitin manažer se smlouvou pro Ameriku. První díl opery končí velkým ansámblem, v němž se Anita těší na shledání s Maxem, Yvonne se loučí s Jonnym, ředitel hotelu si zoufá kvůli zničené pověsti hotelu, Jonny se nemůže dočkat Daniellových houslí a Daniello své pomsty. Anitin manažer je nadšený z příslibu velkých peněz v Americe.

### 2. DÍL
5. scéna
Anitin pokoj v hotelu u ledovce.
Max netrpělivě očekává příjezd Anitina vlaku. Ale Anita s ním nepřijela.
6. scéna
Následující ráno se Max probouzí ze sna, v němž se mu zdálo, že je Anita vedle něho. Vtom se Anita skutečně objeví. Nevšímá si Maxova rozrušení a vypráví, jak velký úspěch měla ona i Maxova opera v Paříži a že podepsala smlouvu do Ameriky. Max jí vyčítá, že na ni čekal celou noc. Anita odpoví, že smysl svého života musí každý hledat sám v sobě, a zdůrazňuje, že je třeba prožít intenzivně každý okamžik života, jako by to byla ta poslední chvíle. Vstoupí Yvonne se zavazadly, Anitina nová komorná. Po odchodu své paní nabízí Maxovi Anitin prsten s tím, že mu ho posílá houslista Daniello. Když Yvone navíc prozradí, že Daniello měl pokoj vedle Anity, Max pochopí, proč se příjezd jeho milé zdržel o jeden den. V zoufalství spěchá pryč do bezpečného útočiště, na ledovec.
Do Anitina pokoje se vkrade Jonny. Yvonne chce vzbudit jeho žárlivost a předstírá, že inkriminovaný prsten dostala od Daniella právě tu poslední noc, kdy zmizely Daniellovy housle. Z Jonnyho reakce pochopí, že je ukradl on a že za Anitou jel ne kvůli ní, ale kvůli houslím. Jonny nástroj vyjme z pouzdra benja a zpívá o Novém světě, který dobude starou Evropu tancem. Pak odejde. Vrací se Anita a Yvonne jí prozradí, jak to bylo s prstenem.
7. scéna
Na ledovci, vlevo terasa horského hotelu.
Max vzpomíná na chvíli, kdy zde poprvé spatřil Anitu. Prosí ledovec, aby ho přijal jako svou součást, a chce se vrhnout do propasti. Ale ledovec mu ve smrti brání. Max je povinen žít, jakkoli bolestný bude jeho život. Z hotelové terasy zazní z rozhlasového přijímače Anitin hlas a Maxova píseň. Max se vzchopí – musí za Anitou!
Na terase začne hrát Jonnyho jazzband. Přichází Anitin manažer a také Daniello, který stále nemá o ukradených houslích žádnou zprávu. Vtom uslyší jejich tón. Někdo hraje na jeho housle! Volá policii.
8. scéna
Jonnymu je jasné, že mu je policie na stopě. Koupí si lístek na vlak do Amsterodamu a těší se na návrat do své vlasti, do Alabamy. Aniž si toho všimne, jízdenku vytrousí a spěchá na nádraží. Přicházejí tři policisté a pátrají po podezřelém muži. Najdou jízdenku a vydají se na nádraží.
9. scéna
Železniční nástupiště.
Na nástupišti je mnoho cestujících, mezi nimi Max se svými zavazadly. Hledá Anitu, která má vlakem odjet do Amsterodamu a pak do Ameriky. Na vlak do Amsterodamu nedočkavě čeká i Jonny. Když spatří policisty, s bolestí se rozloučí s houslemi a přidá je k Maxovým zavazadlům. Policisté si houslí všimnou a Maxe zatknou.
Přichází Anita s manažerem a vyhlíží Maxe. Yvonne uvažuje, jestli se Jonnymu podaří utéci, a Daniello se těší na završení své pomsty. Řekne Anitě o zatčení Maxe, který prý jeho housle ukradl ze žárlivosti. Anita nakazuje Yvonně, aby šla na policii a řekla jim o Maxově nevině. Daniello Yvonně brání v odchodu, vtom přijíždí vlak. Daniello uklouzne a spadne pod vlak.
10. scéna
Východ z nádraží.
Yvone naléhá na Jonnyho, že musí Maxe zachránit. Jonny nakonec omráčí šoféra policejního auta a sám zaujme jeho místo. Policisté přivedou Maxe s houslemi. Auto se rozjede, ale Max si uvědomí, že už nechce dál utíkat před životem. Musí za Anitou. Požádá šoféra Jonnyho, aby jel zpět na nádraží.
11. scéna
Nástupiště na nádraží.
Anita a Yvonne ve vlaku čekají, jestli se Max a Jonny objeví. Vlak se rozjíždí a Max naskočí v posledním okamžiku do vagónu. Jonny se z houslemi vyhoupne na nádražní hodiny a se sborem zpívá závěrečný song. Staré časy končí, přichází nový svět... Jonny vyhrává a celá Evropa tančí.

## Dějiny představení

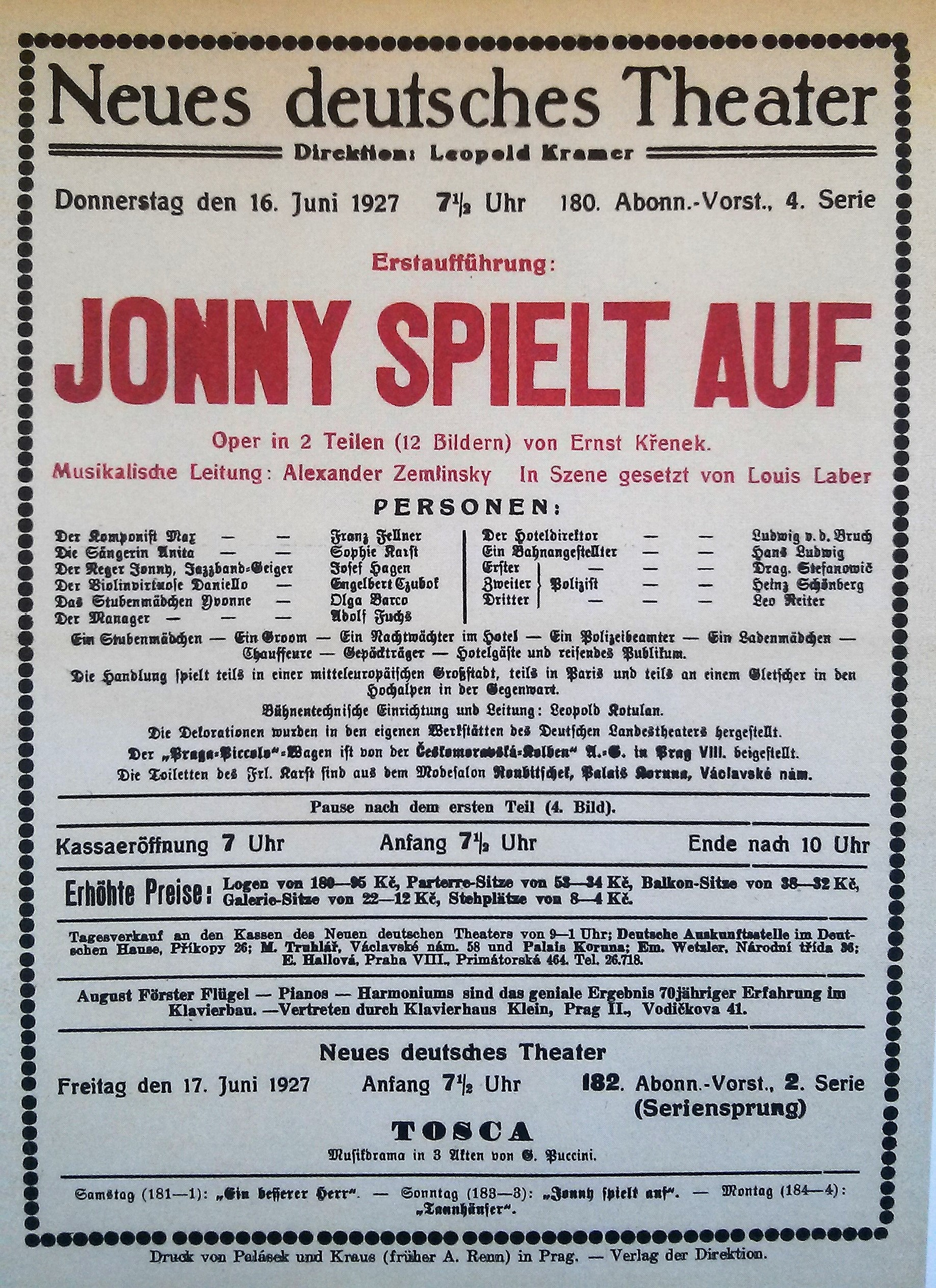
Pražská premiéra opery

Opera měla premiéru v městském divadle v Lipsku 10. února 1927. Obrovský úspěch v Německu, kde jen v první sezóně byla na různých scénách reprízována 421krát, zajistila Krenka finančně natolik, že se mohl věnovat výhradně skládání. Opera byla uvedena na 42 různých scénách po celém světě. Objevila se v Praze, ve Vídni, 21. června 1928 v pařížském Théâtre des Champs-Elysées a v Metropolitní opeře v New Yorku (19. ledna 1929), kde ji provedli Arthur Bodansky, Florence Easton, Fleischer, Kirchoff, Michael Bohnen a Friedrich Schorr. Libretto bylo přeloženo do 14 jazyků. Zároveň to byla první opera provedená švýcarským tenoristou Huguesem Cuenodem.
V Praze měla premiéru v Novém německém divadle 16. června 1927 (německy). Recenzenti se shodli na tom, že představení mělo výjimečnou úroveň včetně hudebního nastudování Alexandrem Zemlinským a výkonu všech pěvců. Režie byla od Louise Labera a scéna od Leopolda Kotulana. V Brně byla úspěšně předvedena 22.12.1927 v českém překladu pod taktovkou Františka Neumanna a v režii Oty Zítka.
Na premiéru ve Vídni se Krenek velmi těšil. Bylo to poprvé co měla jeho hudba zaznít v jeho rodišti. Konala se 31.12.1927 a u obecenstva i kritiky se setkala s obrovským ohlasem. Promítla se i do nedivadelní sféry. Továrna na tabák v Linci uvedla v roce 1928 na trh lehké a cenově přístupné cigarety Jonny.
Po vzestupu nacismu se však v letech 1927–1928 opera setkala s odporem ze strany sympatizantů nacismu ve Vídni, a podobné protesty se odehrály o několik let později také v Mnichově. Poté, co se nacionální socialisté dostali v Německu k moci, opera byla zakázána. V roce 1938 při festivalu Entartete Musik v Düsseldorfu operu odsoudil organizátor Hans Severus Ziegler jako archetyp výmarské dekadence. Po druhé světové válce už na svou slávu v éře Výmarské republiky nenavázala. Do Prahy se však po jednadevadesáti letech vrátila v nastudování Státní opery. Premiéry se konaly 24. a 26.1.2019 v Národním divadle.

## Nahrávky
- Decca 436 631-2: Alessandra Marc, Krister St. Hill, Michael Kraus, Maria Posselt, Andreas Korn, Gunar Kaltofen, Roald Reinecke, Dieter Scholz; orchestra Gewandhausu Lipsko; Lothar Zagrosek, dirigent[7]
- Vanguard Classics: Lucia Popp, Gerd Feldhoff, Thomas Stewart, Leo Heppe, Evelyn Lear; Orchestr Wiener Staatsoper; Heinrich Hollreiser, dirigent

### Použitá literatura
- Amadeus Almanac, 27. srpna 2008
- Alexiadis, Minus I., (2000), Jonny spielt auf, (Nepublikovaná diseertace Ph.D., Aténská universita, Ústav hudebních studií, (řecky)
- Holden, Amanda, Viking Opera Guide, Viking, 1993
- Purkis, Charlotte (1992), 'Jonny spielt auf' in The New Grove Dictionary of Opera, ed. Stanley Sadie (London) ISBN 0-333-73432-7
- Taylor-Jay, Claire, The Artist-Operas of Pfitzner, Krenek, and Hindemith: Politics and the Ideology of the Artist, Aldershot: Ashgate, 2004.
- Warrack, John and West, Ewan (1992), The Oxford Dictionary of Opera, strana 782, ISBN 0-19-869164-5
- Wood, Ean (2000), The Josephine Baker Story, (p. 142) MPG Books, ISBN 1-86074-286-6
- SLAVÍKOVÁ, Jitka. Jonny spielt auf. Programová brožura k opeře.. První. vyd. Praha: Národní divadlo, 2019. 122 s. ISBN 978-80-7258-668-4. S. 8 až 44.

### Ostatní literatura
- Stewart, John L., Ernst Krenek: The Man and His Music. University of California Press, 1991 ISBN 0-520-07014-3 ISBN 0-520-07014-3
- HOSTOMSKÁ, Anna a kol. Opera – Průvodce operní tvorbou. 11. vyd. Praha: NS Svoboda, 2018. 1466 s. ISBN 978-80-205-0637-5. S. 615–616.